# 飯田純士
飯田純士（日语： Atsuto Iida ; 1993年12月24日—）是日本水球運動員。他為2015年世界游泳錦標賽日本隊成員之一。他也為奧運國家隊成員之一。他在2018年亚洲运动会男子水球比赛中获得一枚银牌。